# Eutrofní jezero
Eutrofní jezero je druh sladkovodního jezera, které charakterizuje vysoký obsah živin rozpuštěných ve vodě. Organická hmota v jezeře podléhá jen minimální mineralizaci. Velké množství organismů se různým způsobem vyrovnává s nedostatkem kyslíku, přebytkem živin a přítomností sinic. Voda v těchto jezerech se nazývá eutrofní.
Tato jezera se vyznačují jednotvárnou flórou a faunou. Jsou to jezera mělká. Často se pozvolna přeměňuji v mokřad či rašeliniště a jsou ve stádiu zániku.